# Shafi Goldwasser
Shafrira Goldwasser (hebreiska: שפרירה גולדווסר), född 1958, är en amerikansk-israelisk datavetare och vinnare av Turing Award 2012. Hon är professor i elektroteknik och datavetenskap vid MIT, professor i matematisk vetenskap vid Weizmann Institute of Science, Israel, grundare och chief scientist (chefsforskare) av Dualitet Technologies och direktören för Simons Institute for the Theory of Computing i Berkeley, CA.

## Biografi
Goldwasser föddes 1958 i New York. Hon erhöll sin B. S. (1979) i matematik och naturvetenskap från Carnegie Mellon University, och M. S. år 1981. 1984 tog hon doktorsexamen i datavetenskap från University of California, Berkeley, under tillsyn av Manuel Blum som är känd för att ge råd till några av de mest framstående forskarna inom området. Hon gick på MIT 1983 och 1997 blev den första innehavaren av RSA-Professur. 1993 blev hon professor vid Weizmann Institute of Science samtidigt som hennes professor vid MIT. Hon är en medlem av gruppen Teori för Beräkning vid MIT Computer Science and Artificial Intelligence Laboratory. Goldwasser var en av mottagarna av 2012 Turing Award.
Den 1 januari 2018 blev Goldwasser chef för Simons Institutet för Teorin om Design vid University of California, Berkeley.
Sedan november 2016 är Goldwasser chefsforskare och medgrundare av Duality Technologies, en israelisk-amerikansk start-up som erbjuder säker dataanalys genom användandet av avancerade kryptografiska tekniker. Hon är också vetenskaplig rådgivare för flera start-ups inom datasäkerhetsområdet, inklusive företaget QED-it, som specialiserat sig på Zero Knowledge Blockchain.

## Vetenskapliga karriär
Goldwassers forskningsområden inkluderar komplexitet inom beräkningsvetenskap, kryptografi och algoritmisk talteori. 
Hon är med-uppfinnare till probabilistisk kryptering, som nått den gyllene standarden för säkerhet för kryptering av data. 
Hon är med-uppfinnare av zero-knowledge proofs, som probabilistiskt och interaktivt visar giltigheten av ett påstående utan att förmedla någon ytterligare kunskap, och är ett viktigt verktyg i utformningen av kryptografiska protokoll. Hennes arbete i komplexitetsteori omfattar klassificering av tillnärmningsproblem, som visar att vissa problem i NP förblir hårda även när endast en ungefärlig lösning behövs, och banbrytande metoder för att delegera beräkningar för betrodda servrar . Hennes arbete inom talteori, inkluderar uppfinningen med Joe Kilian av primality bevisning med hjälp av elliptiska kurvor .

## Priser och utmärkelser
Goldwasser tilldelades 2012 Turing Award tillsammans med Silvio Micali för deras arbete inom kryptografi.
Goldwasser har vunnit Gödel Pris i teoretisk datalogi vid två tillfällen: först 1993 (för "The knowledge complexity of interactive proof systems"), och 2001 (för "Interactive Proofs and the Hardness of Approximating Cliques"). Andra utmärkelser inkluderar ACM Grace Murray Hopper Award (1996) som ges till årets framstående unga datorexpert. Hon har också tilldelats RSA-priset i Matematik (1998) för utestående matematiska bidrag till kryptografi. 2001 valdes hon in i American Academy of Arts and Sciences, 2004 valdes hon in i National Academy of Science, och 2005 valdes hon in i National Academy of Engineering. 2007 valdes hon ut till IACR Fellow. Goldwasser mottog 2008-2009 Athena Lecturer Award of the Association for Computing Maxhinery's Comitte on Women in Computing. Hon är mottagare av The Franklin Institute's 2010 Benjamin Franklin Medalj i data- och kognitionsvetenskap. Hon mottog IEEE Emanuel R. Piore Award 2011.
2017 valdes hon till ACM Fellow. Hon mottog 2018 Frontier of Knowledge award tillsammans med Micali, Rivest och Shamir . 